# Netuma thalassina
Netuma thalassina är en fiskart som först beskrevs av Ruppell, 1837.  Netuma thalassina ingår i släktet Netuma och familjen Ariidae. Inga underarter finns listade i Catalogue of Life.